# Аєло-де-Ругат
Аєло-де-Ругат (ісп. Ayelo de Rugat (офіційна назва), валенс. Aielo de Rugat) — муніципалітет в Іспанії, у складі автономної спільноти Валенсія, у провінції Валенсія. Населення — 183 особи (2010).

## Географія
Муніципалітет розташований на відстані близько 330 км на південний схід від Мадрида, 65 км на південь від Валенсії.
Аєло-де-Ругат розташований на східному краю долини Альбаіда, на північному схилі гірського хребта Бенікадель. Територія складається з двох чітко виражених частин: північної, рівнинної, і південної, пересіченої відрогами гірського хребта Бенікадель. Ґрунт має вапнякову природу. Основні висоти: Сола (836 м), Карраскета (814 м), Рако-де-л'Едра (611 м), Тоссаль-Редо (480 м). Територією протікають річки Грос, Льоп і Фонт, які впадають у річку Верніса.
Клімат помірний, узимку трапляються заморозки; найчастіше дмуть західні та східні вітри; дощі випадають у грудні та березні.

### Сусідні населені пункти
Межує з муніципалітетами Монтічельво, Ругат і Кастельйо-де-Ругат у провінції Валенсія, а також з муніципалітетом Л'Орча у провінції Аліканте.

## Демографія
Динаміка населення (INE ):

## Галерея зображень

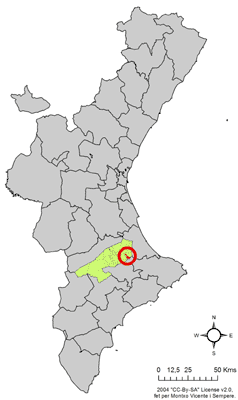
Розташування муніципалітету Аєло-де-Ругат у автономній спільноті Валенсія
Розташування муніципалітету Аєло-де-Ругат у комарці Вальє-де-Альбайда